# Mahuninga
Mahuninga ist ein Verwaltungsbezirk (englisch Ward) des Distrikts Iringa in der tansanischen Region Iringa.

## Geografie
Mahuninga liegt im südlichen Hochland von Tansania etwa 80 Kilometer Luftlinie westlich der Regionshauptstadt Iringa. Der Bezirk grenzt im Norden an Idodi, im Osten an Kihanga, im Süden an Wasa und Sadani und im Westen an Madibira. Bei der Volkszählung 2022 lebten 4994 Menschen in 1313 Haushalten auf einer Fläche von 894 Quadratkilometern.

## Gliederung
Der Bezirk besteht aus drei Gemeinden (swahili Mtaa) mit 13 Orten (Kitongoji):
| Mahuninga - Ufyambe - Majengo A - Majengo B - Kitalingolo | Kisilwa - Isukutwa - Misufi - Kisilwa | Makifu - Mkanisoka - Makifu - Makambalala A - Makambalala B - Isanga - Mahove |

## Infrastruktur
- Gesundheit: In der Gemeinde Kakifu liegt eine staatliche Apotheke.[8]